# Тромсе (футбольний клуб)
«Тромсе» (норв. Tromsø IL) — норвезький футбольний клуб із однойменного міста, заснований 1920 року. Виступає у найвищому дивізіоні Норвегії. «Тромсе» є найпівнічнішим клубом, що виступає у топ-лізі національного чемпіонату.

## Історія

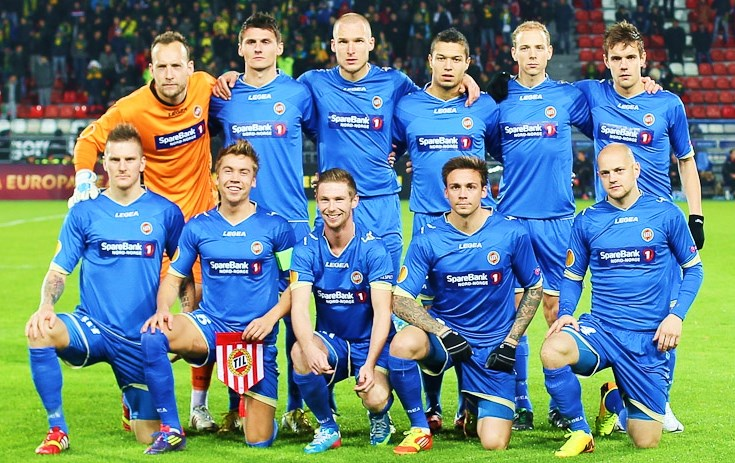
«Тромсе» у 2013 році

Однойменний клуб у Тромсе було створено 1920 року. Перші десятиліття клуб провів у найнижчих лігах Норвегії. Тільки після Другої світової війни «Тромсе» вийшов до третьої ліги. У 1970-ті роки ХХ століття команда підвищилась до другого дивізіону. У 1986 році «Тромсе» вийшов до вищого дивізіону. У першому сезоні в еліті «Тромсе» виграє Кубок Норвегії, перемігши у фіналі «Ліллестрем». Наступного року клуб дебютував у єврокубках. У першому раунді Кубка володарів кубків «Тромсе» поступився шотландському клубу «Сент-Міррен».
За десять років - у 1996 році «Тромсе» повторив свій успіх, вигравши вдруге Кубок Норвегії. Двічі команда ставала срібним і тричі бронзовим призером норвезької Тіппеліги. Згодом «Тромсе» втратив позиції серед еліти норвезького чемпіонату і навіть вилітав до ОБОС-ліги.
«Тромсе» єдиний клуб, що базується за Північним полярним колом, який виступав у груповому раунді Ліга Європи. Ця подія сталася у сезоні 2013—14.

## Стадіон

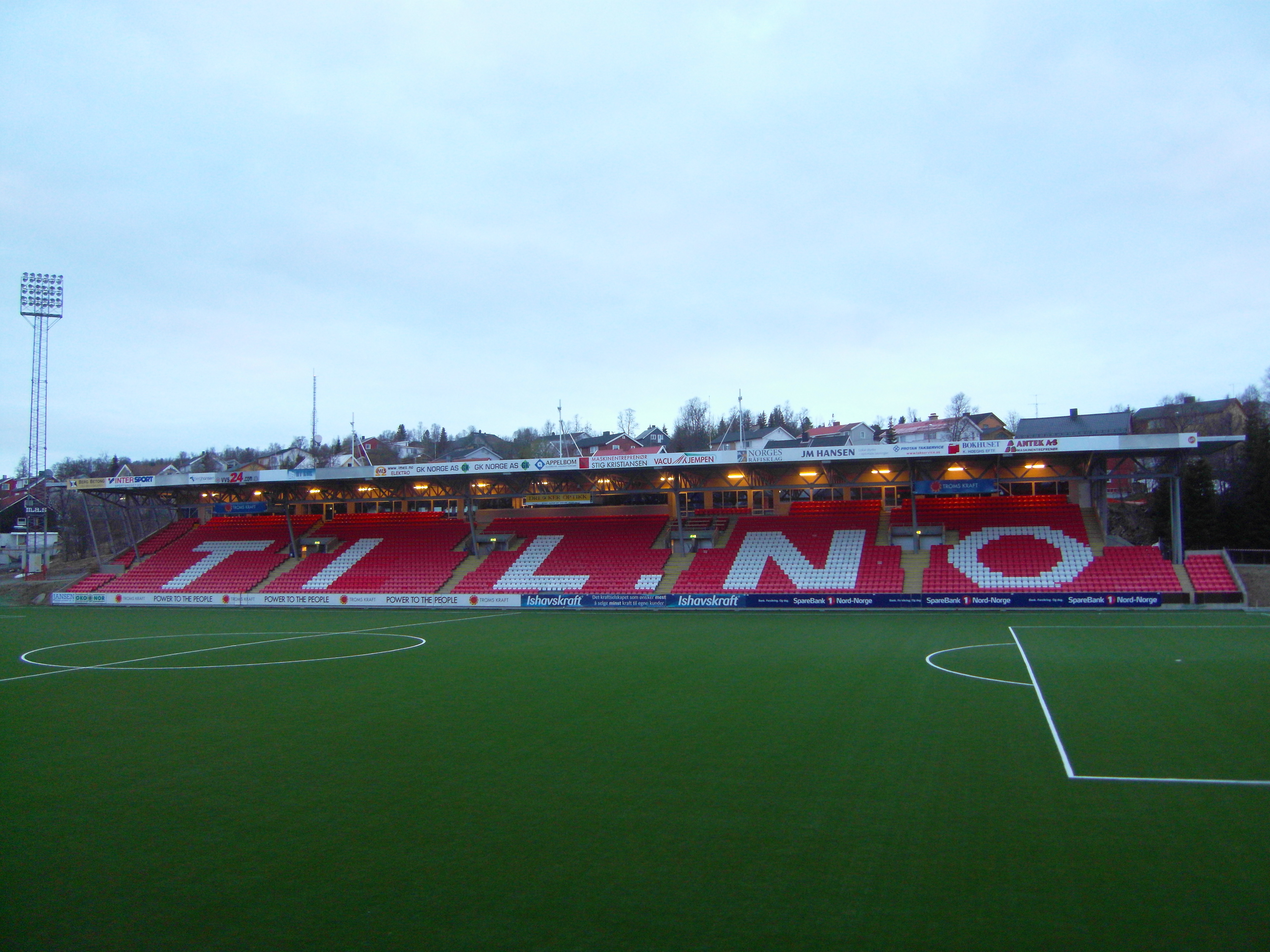
Західна трибуна стадіону «Алфгейм».

Домашні матчі «Тромсе» проводить на стадіоні «Алфгейм», який вміщує понад 6 тисяч глядачів. Відкриття арени відбулась у липні 1987 року. Рекорд відвідуваності було встановлено у 1990 році, коли на матч з «Русенборгом» переглянуло 10 225 глядачів. Ігрове поле має штучне покриття.
Зараз на стадіоні розташовані численні офіси, ресторани, магазини та конференц-зали. Також стадіон має 26 ВІП-лож.

## Досягнення
- Чемпіонат Норвегії:
  -  Срібний призер (1): 1990, 2011
  -  Бронзовий призер (4): 1989, 2008, 2010, 2023

- Кубок Норвегії
  -  Володар кубка (2): 1986, 1996
  -  Фіналіст (1): 2012

- Кубок північної Норвегії
  -  Володар кубка (3): 1931, 1949, 1956
  -  Фіналіст (2): 1937, 1952

## Виступи в єврокубках
Голи Тромсе завжди перші.
| Сезон   | Змагання               | Раунд   | Суперник             | Суперник                 | Вдома | На виїзді | В сукупності   |
| ------- | ---------------------- | ------- | -------------------- | ------------------------ | ----- | --------- | -------------- |
| 1987–88 | Кубок володарів кубків | 1Р      | Шотландія            | Сент-Міррен              | 0–0   | 0–1       | 0–1            |
| 1991–92 | Кубок УЄФА             | 1Р      | Австрія              | Сваровскі-Тіроль         | 1–1   | 1–2       | 2–3            |
| 1995    | Кубок Інтертото        | Група 3 | Швейцарія            | Аарау                    |       | 2–2       | 3-є 7 о. +9 РМ |
| 1995    | Кубок Інтертото        | Група 3 | Фарерські острови    | ГБ Торсгавн              | 10–0  |           | 3-є 7 о. +9 РМ |
| 1995    | Кубок Інтертото        | Група 3 | Румунія              | Університатя Клуж-Напока |       | 1–0       | 3-є 7 о. +9 РМ |
| 1995    | Кубок Інтертото        | Група 3 | Бельгія              | Екерен                   | 0–2   |           | 3-є 7 о. +9 РМ |
| 1997–98 | Кубок володарів кубків | 1Р      | Хорватія             | Загреб                   | 4–2   | 2–3       | 6–5            |
| 1997–98 | Кубок володарів кубків | 2Р      | Англія               | Челсі                    | 3–2   | 1–7       | 4–9            |
| 2005–06 | Кубок УЄФА             | 2КР     | Данія                | Есб'єрг                  | 0–1   | 1–0       | 1–1 (3–2 п)    |
| 2005–06 | Кубок УЄФА             | 1Р      | Туреччина            | Галатасарай              | 1–0   | 1–1       | 2–1            |
| 2005–06 | Кубок УЄФА             | Група E | Італія               | Рома                     | 1–2   |           | 5-є 3 о. –2 РМ |
| 2005–06 | Кубок УЄФА             | Група E | Франція              | Страсбур                 |       | 0–2       | 5-є 3 о. –2 РМ |
| 2005–06 | Кубок УЄФА             | Група E | Сербія та Чорногорія | Црвена Звезда            | 3–1   |           | 5-є 3 о. –2 РМ |
| 2005–06 | Кубок УЄФА             | Група E | Швейцарія            | Базель                   |       | 3–4       | 5-є 3 о. –2 РМ |
| 2009–10 | Ліга Європи            | 2КР     | Білорусь             | Динамо Мінськ            | 4–1   | 0–0       | 4–1            |
| 2009–10 | Ліга Європи            | 3КР     | Хорватія             | Славен Белупо            | 2–1   | 2–0       | 4–1            |
| 2009–10 | Ліга Європи            | ПО      | Іспанія              | Атлетік                  | 1–1   | 2–3       | 3–4            |
| 2011–12 | Ліга Європи            | 1КР     | Латвія               | Даугава                  | 2–1   | 5–0       | 7–1            |
| 2011–12 | Ліга Європи            | 2КР     | Угорщина             | Пакш                     | 0–3   | 1–1       | 1–4            |
| 2012–13 | Ліга Європи            | 2КР     | Словенія             | Олімпія Любляна          | 1–0   | 0–0       | 1–0            |
| 2012–13 | Ліга Європи            | 3КР     | Україна              | Металург Донецьк         | 1–1   | 1–0       | 2–1            |
| 2012–13 | Ліга Європи            | ПО      | Сербія               | Партизан                 | 3–2   | 0–1       | 3–3 (1–2 г)    |
| 2013–14 | Ліга Європи            | 1КР     | Словенія             | Цельє                    | 1–2   | 2–0       | 3–2            |
| 2013–14 | Ліга Європи            | 2КР     | Азербайджан          | Інтер Баку               | 2–0   | 0–1       | 2–1            |
| 2013–14 | Ліга Європи            | 3КР     | Люксембург           | Діфферданж 03            | 1–0   | 0–1       | 1–1 (4–3 п)    |
| 2013–14 | Ліга Європи            | ПО      | Туреччина            | Бешикташ                 | 2–1   | 0–2       | 2–3[A]         |
| 2013–14 | Ліга Європи            | Група K | Англія               | Тоттенгем                | 0–2   | 0–3       | 4-е 1 о. –9 РМ |
| 2013–14 | Ліга Європи            | Група K | Росія                | Анжі                     | 0–1   | 0–1       | 4-е 1 о. –9 РМ |
| 2013–14 | Ліга Європи            | Група K | Молдова              | Шериф                    | 1–1   | 0–2       | 4-е 1 о. –9 РМ |
| 2014–15 | Ліга Європи            | 1КР     | Естонія              | Сантос Тарту             | 6–1   | 7–0       | 13–1           |
| 2014–15 | Ліга Європи            | 2КР     | Фарерські острови    | Вікінгур                 | 1–2   | 0–0       | 1–2            |